# ای‌سی/دی‌سی
اِی‌سی/دی‌سی (انگلیسی: AC/DC) گروه موسیقی راک استرالیایی است که در ۱۹۷۳ توسط برادران زادهٔ اسکاتلند، مالکوم و انگس یانگ در سیدنی شکل گرفت. هرچند موسیقی آن‌ها به‌صورت‌های مختلف هارد راک، بلوز راک، و هوی متال توصیف شده اما خود گروه سبکشان را به اختصار «راک اند رول» می‌نامد.
ای‌سی/دی‌سی قبل از انتشار اولین آلبوم خود به‌نام ولتاژ بالا (۱۹۷۵) دست‌خوش تغییرات زیادی در ترکیب اعضا شد. اعضای گروه بعدها شامل برادران یانگ، خواننده بان اسکات، درامر فیل راد و نوازنده بیس مارک ایوانز می‌شد. ایوانز در ۱۹۷۷ از گروه برکنار شد و کلیف ویلیامز جایگزنش شد؛ او از ۱۹۷۸ در هر آلبوم ای‌سی/دی‌سی حضور داشته‌است. در فوریهٔ ۱۹۸۰ حدود هفت ماه پس از انتشار آلبوم موفقیت‌آمیزشان بزرگراه به جهنم، اسکات پس از نوشیدن شدید الکل بر اثر مسمومیت حاد الکلی درگذشت. این گروه به فکر انحلال بود اما تصمیم گرفتند که با هم بمانند و برایان جانسن به‌عنوان جایگزین اسکات به گروه پیوست. گروه در اواخر همان سال اولین آلبوم خود با جانسن به‌نام سیاه‌پوش برگشتم را منتشر کرد که به یاد اسکات اختصاص داشت. این آلبوم اِی‌سی/دی‌سی را به اوج موفقیت رساند و به یکی از پرفروش‌ترین آلبوم‌های تاریخ تبدیل شد.
ترکیب گروه به‌مدت بیست سال ثابت ماند تا اینکه در سال ۲۰۱۴ با بازنشستگی مالکوم یانگ به دلیل زوال عقل زودرس (در سال ۲۰۱۷ درگذشت) و مشکلات حقوقی راد تغییر یافت. در سال ۲۰۱۶ به جانسن توصیه شد که تور را به دلیل تشدید کاهش شنوایی متوقف کند. اکسل رز، خوانندهٔ گروه گانز ان روزز تا پایان تاریخ‌های آن سال، به عنوان خواننده در گروه حضور داشت. کلیف ویلیامز، نوازنده بلند مدت بیس و خواننده پس زمینه، در پایان تور یا راک یا بیچارگی در سال ۲۰۱۶ از ای‌سی/دی‌سی بازنشسته شد و گروه وارد یک وقفهٔ چهار ساله شد. اتحاد مجدد گروه در سپتامبر ۲۰۲۰ اعلام شد و هفدهمین آلبوم استودیویی آن‌ها به‌نام قدرت گرفتن دو ماه بعد منتشر شد.
ای‌سی/دی‌سی بیش از ۲۰۰ میلیون آثار در سراسر جهان فروخته؛ از جمله ۷۵ میلیون آلبوم در ایالات متحده که آنها را به نهمین هنرمند پرفروش در ایالات متحده و شانزدهمین هنرمند پرفروش در سراسر جهان تبدیل کرده‌است. سیاه‌پوش برگشتم حدود ۵۰ میلیون نسخه در سراسر جهان فروخته که آن را به دومین آلبوم پرفروش هر هنرمند و پرفروش‌ترین آلبوم هر گروه تبدیل کرده‌است. ای‌سی/دی‌سی در فهرست وی‌اچ‌وان از «۱۰۰ هنرمند برتر هارد راک» در رتبهٔ چهارم قرار گرفت و از سوی ام‌ای‌وی هفتمین نفر از «بزرگترین گروه هوی متال تمام دوران» معرفی شدند. در سال ۲۰۰۴، ای‌سی/دی‌سی رتبهٔ ۷۲ را در فهرست رولینگ استون از ۱۰۰ هنرمند برتر تمام دوران کسب کرد. تهیه کنندهٔ موسیقی ریک روبین که مقاله‌ای در مورد گروه برای فهرست رولینگ استون نوشت، از ای‌سی/دی‌سی به عنوان «بزرگترین گروه راک اند رول تمام دوران» یاد کرده‌است. در سال ۲۰۱۰، وی‌اچ‌وان نام ای‌سی/دی‌سی را در رتبهٔ ۲۳ در فهرست «۱۰۰ هنرمند برتر تمام دوران» قرار داد.

## نام و لوگوی گروه

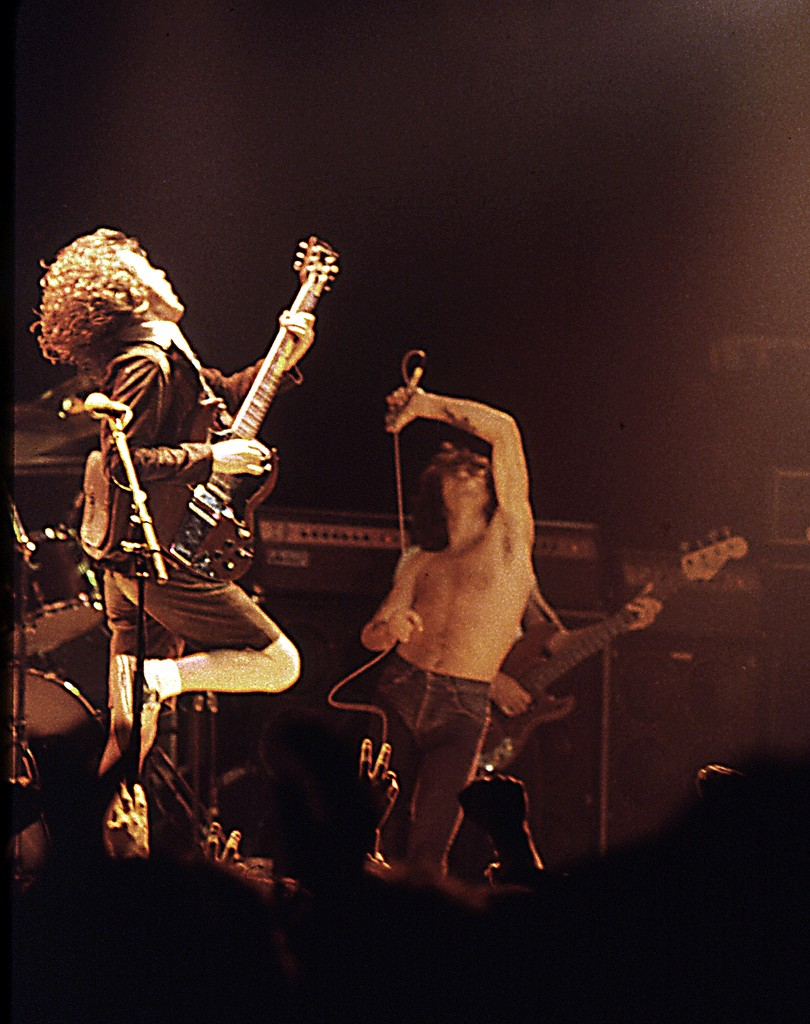
ای سی دی سی در سالن اولستر، بلفاست. آنگوس یانگ (چپ) و بون اسکات (راست).

برادران یانگ نام گروه را از روی علامت برق چرخ خیاطی خواهرشان «مارگارت یانگ» الهام گرفتند.
"AC/DC" مخفف "Direct Current (جریان مستقیم)/Alternating Current (جریان متناوب)" است که همان به معنای "جریان الکتریکی" و "الکتریسیته (برق)" می‌باشد.
برادران یانگ احساس کردند که این نام نشانگر و نمایانگر سبک موسیقی راک "پرانرژی" و اجراهای "پرقدرت" آن‌ها خواهد بود. هر چند نام گروهشان در دنیا "اِی سی/دی سی" خوانده و شناخته می‌شود، در کشور خودشان (استرالیا) در زبان محاوره ای «آکا داکا» (Acca Dacca) خوانده و شناخته می‌شود.
لوگوی گروه تا سال ۱۹۷۶ به صورت ساده فقط AC/DC نوشته می‌شد ولی در سال ۱۹۷۷ شکل لوگوی AC/DC تغییر کرد. حروف به صورت نوک تیز و مثلثی نوشته شدند و خط مورب بین «اِی سی» و «دی سی» تبدیل به یک آذرخش شد. این لوگوی جدید از آن موقع به بعد در روی تمام آلبوم‌ها و لوگوهای اِی سی/دی سی به کار رفت و نشان آذرخش به نماد و سمبل این گروه تبدیل شد.

## آلبوم‌ها
اِی سی/دی سی تا پایان سال ۲۰۱۴، ۱۵ آلبوم استودیویی بین‌المللی منتشر کرده‌است؛ بعلاوه ۴ آلبوم استودیویی فقط در استرالیا. (که در مجموع ۱۹ آلبوم استودیویی می‌شود که ۱۵ تای آن بین‌المللی و ۴ تای آن استرالیایی می‌باشد)
نخستین آلبوم استودیویی بین‌المللی آن‌ها با نام "High Voltage" (برق فشار قوی) در سال ۱۹۷۵ منتشر شد، اما فروش میلیونی و شهرت جهانی عمده گروه با انتشار آلبوم پنجم استودیویی بین‌المللی آن‌ها "Highway To Hell" (بزرگراهِ جهنم/بزرگراهِ به جهنم) در سال ۱۹۷۹ و در پی آن آلبوم ششم استودیویی بین‌المللی آن‌ها "Back In Black" (بازگشت با ظاهر سیاه) در سال ۱۹۸۰، آغاز شد.
چهاردهمین آلبوم استودیویی بین‌المللی اِی سی/دی سی در سال ۲۰۰۸ با نام "Black Ice" (یخ سیاه) منتشر شد که توانست در رتبه‌بندی تمام چارتهای موسیقی دنیا رتبه اول فروش را بدست بیاورد و همچنین توانست عنوان دومین آلبوم پرفروش سال ۲۰۰۸ را کسب کند و یک رکورد تازه برای گروه اِی سی/دی سی کسب کند.
پانزدهمین آلبوم استودیویی بین‌المللی AC/DC در ماه دسامبر سال ۲۰۱۴ با عنوان "Rock Or Bust" (یا راک یا هیچی) منتشر و روانه بازار شد.
آلبوم‌ها و کارهای دیگر آنها:
۶ آلبوم اجرای زنده، ۱ آلبوم کوتاه (ای پی)، ۲ آلبوم گردآوری شده به عنوان آلبوم آهنگ فیلم، و ۱۲ آلبوم ویدئویی از کنسرتها و موزیک ویدئوهای آن‌ها به اضافه ۵۶ تک‌آهنگ و ۵۷ موزیک ویدئو.

## رکوردها (میزان فروش و رتبه‌ها)

### جزء ۱۰ گروه/خواننده موسیقی پرفروش تمام دوران تاریخ موسیقی
- اِی سی/دی سی در فهرست پرفروش‌ترین هنرمندان موسیقی تمام دوران با فروش ۲۰۰ میلیون نسخه جزء ۱۰ گروه/خواننده موسیقی پرفروش تمام دوران تاریخ موسیقی می‌باشد.
- تا سال ۲۰۱۰، اِی سی/دی سی بیشتر از ۲۰۰ میلیون نسخه آلبوم در سرار جهان فروش داشته‌است، شامل ۷۱ میلیون نسخه فروش به تنهایی فقط در آمریکا که آن‌ها را در بین پرفروشترین گروه‌های موسیقی تمام دوران در آمریکا قرار داده‌است.

### پرفروشترین گروه موسیقی تاریخ در سبکهارد راکوهوی متال
- اِی سی/دی سی پرفروشترین گروه موسیقی سبک هارد راک و هوی متال تاریخ می‌باشد.

### دومین آلبوم پرفروش تمام تاریخ موسیقی
- آلبوم Back In Black (بازگشت با ظاهر سیاه) در حدود ۵۰ میلیون نسخه در سرتاسر جهان فروش داشته‌است که همین باعث شده این آلبوم به دومین آلبوم پرفروش تمام دوران تبدیل شود - پشت سر آلبوم Thriller مایکل جکسون که در رتبه نخست قرار دارد - و همچنین به عنوان پرفروشترین آلبوم تمام دوران توسط یک گروه موسیقی شناخته شود.
- این آلبوم به تنهایی ۲۲ میلیون نسخه در آمریکا فروش داشته‌است که آن را به ششمین آلبوم پرفروش تمام دوران در آمریکا تبدیل کرده‌است.

### چهارمین گروه/خواننده برترهارد راکتاریخ از دید شبکه VH1
- اِی سی/دی سی در برنامه «۱۰۰ گروه/خواننده برتر هارد راک تاریخ» از شبکه VH1 توانست رتبه ۴ را بدست بیاورد. بعد از اسطوره‌هایی چون جیمی هندریکس، لد زپلین و بلک سبث.

### هفتمین گروه/خواننده برترهوی متالتاریخ از دید شبکهMTV
- اِی سی/دی سی در برنامه «بزرگترین گروه‌های هوی متال تاریخ» از شبکه MTV توانست رتبه ۷ را بدست بیاورد.

### بیست و سومین گروه/خواننده برتر تاریخ از دید شبکه VH1
- در سال ۲۰۱۰ اِی سی/دی سی در لیست «۱۰۰ خواننده/گروه برتر تمام دوران» از شبکه VH1، رتبه ۲۳ را بدست آورد.

### هفتاد و دومین گروه/خواننده برتر تاریخ از دید مجلهرولینگ استون
- در سال ۲۰۰۴ اِی سی/دی سی توانست در لیست «۱۰۰ خواننده/گروه برتر تمام دوران» از مجله رولینگ استون رتبه ۷۲ را بدست بیاورد.

## میراث

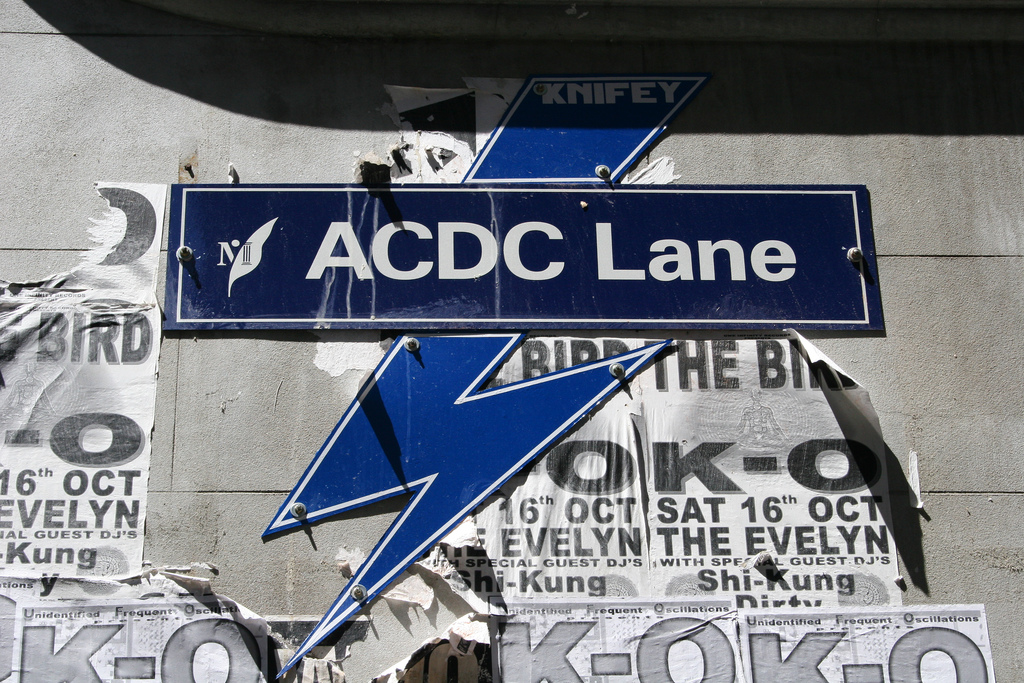
نشان گروه موسیقی راک استرالیایی اِی‌سی/دی‌سی

چند موسیقی‌دان محبوبیت مجدد هارد راک را به ای‌سی/دی‌سی نسبت می‌دهند، زیرا این ژانر نگاه جریان اصلی را به دیگر ژانرهای موسیقی در اواخر دههٔ ۱۹۷۰ واگذار کرده بود. تام مورلو در ریج اگنست د ماشین و آودیو اسلیو در مورد انتشار سیاه‌پوش برگشتم خاطرنشان کردند: «دیسکو عظیم بود و پانک و موج نو در اوج بودند، و به‌طور غیرمنتظره‌ای این کار ای‌سی/دی‌سی بود که همه را درهم کوبید. این آلبوم موسیقی هارد راک را بر تخت نشاند، که به همان‌جا تعلق دارد!»

## جوایز و افتخارات

### برندهٔجایزه گرمی
- اِی سی/دی سی در سال ۲۰۱۰ موفق شد برای آهنگ "War Machine" (ماشین جنگی)، جایزه گرمی بهترین اجرای هارد راک را کسب کند.

### عضویت درتالار مشاهیر راک اند رول
- در سال ۲۰۰۳ اِی سی/دی سی و اعضای گروهش در یک مراسم معارفه رسماً به عضویت تالار مشاهیر راک اند رول، که در شهر کلیولند آمریکا قرار دارد، درآمدند. (لازم به توضیح است که هر فرد/گروه برای عضویت در این تالار باید ۳۰ سال از شروع تشکیلش یا اولین کارش گذشته باشد؛ یعنی باید حداقل ۳۰ سال قدمت داشته باشد)

## آلبوم‌شناسی

### آلبوم‌های استودیویی بین‌المللی
| نام آلبوم به انگلیسی                       | برابرهای فارسی                                                                          | سال انتشار |
| ------------------------------------------ | --------------------------------------------------------------------------------------- | ---------- |
| ۱. High Voltage                            | "برق فشار قوی" / "ولتاژ بالا"                                                           | ۱۹۷۵       |
| ۲. Dirty Deeds Done Dirt Cheap             | "اعمال پلید با پستی تمام انجام شدند" / "اعمال کثیف با پستی/پلیدی/کثیفی تمام انجام شدند" | ۱۹۷۶       |
| ۳. Let There Be Rock                       | "بگذار راک باشد" / "بگذار راک نواخته بشود" / "بگذار راک پخش بشود"                       | ۱۹۷۷       |
| ۴. Powerage                                | "برق گرفتگی"                                                                            | ۱۹۷۸       |
| ۵. Highway To Hell                         | "بزرگراهِ جهنم" / "بزرگراهِ منتهی به جهنم"                                                | ۱۹۷۹       |
| ۶. Back In Black                           | "بازگشت با ظاهر سیاه" / "برگشت با ظاهر سیاه" / "سیاه‌پوش برگشتن"                         | ۱۹۸۰       |
| ۷. (For Those About To Rock (We Salute You | "به آنهایی که که می‌خواهند راک بنوازند (ما به شما درود می‌فرستیم)"                        | ۱۹۸۱       |
| ۸. Flick Of The Switch                     | "فشار کلید" / "زدن کلید"                                                                | ۱۹۸۳       |
| ۹. Fly On The Wall                         | "مگس روی دیوار" (یک اصطلاح است به معنی: "دید زن" / "یواشکی دید زن")                     | ۱۹۸۵       |
| ۱۰. Blow Up Your Video                     | "دستگاه پخشت را منفجر کن"                                                               | ۱۹۸۸       |
| ۱۱. The Razor's Edge                       | "تیزی"                                                                                  | ۱۹۹۰       |
| ۱۲. Ballbreaker                            | "زن آتشین" / "زن شهوت انگیز"                                                            | ۱۹۹۵       |
| ۱۳. Stiff Upper Lip                        | "خویشتنداری" / "خودداری" / "لب دم نزنی"                                                 | ۲۰۰۰       |
| ۱۴. Black Ice                              | "یخ شفاف" / "یخ نامعلوم"                                                                | ۲۰۰۸       |
| ۱۵. Rock Or Bust                           | "یا راک یا هیچی"                                                                        | ۲۰۱۴       |
| ۱۶.power up                                | "قدرت گرفتن"                                                                            | ۲۰۲۰       |

### تمام آلبوم‌ها
| سال انتشار | نام آلبوم به انگلیسی                                             |
| ---------- | ---------------------------------------------------------------- |
| ۱۹۷۵       | High Voltage (فقط استرالیا)                                      |
| ۱۹۷۵       | .T.N.T (فقط استرالیا)                                            |
| ۱۹۷۵       | High Voltage (نخستین آلبوم بین‌المللی)                            |
| ۱۹۷۶       | Dirty Deeds Done Dirt Cheap (فقط استرالیا)                       |
| ۱۹۷۶       | Dirty Deeds Done Dirt Cheap (دومین آلبوم بین‌المللی)              |
| ۱۹۷۷       | Let There Be Rock (فقط استرالیا)                                 |
| ۱۹۷۷       | Let There Be Rock (سومین آلبوم بین‌المللی)                        |
| ۱۹۷۸       | Powerage (چهارمین آلبوم بین‌المللی)                               |
| ۱۹۷۹       | Highway To Hell (پنجمین آلبوم بین‌المللی)                         |
| ۱۹۸۰       | Back In Black (ششمین آلبوم بین‌المللی)                            |
| ۱۹۸۱       | (For Those About To Rock (We Salute You (هفتمین آلبوم بین‌المللی) |
| ۱۹۸۳       | Flick Of The Switch (هشتمین آلبوم بین‌المللی)                     |
| ۱۹۸۴       | Jailbreak '74 (آلبوم EP)                                         |
| ۱۹۸۵       | Fly On The Wall (نهمین آلبوم بین‌المللی)                          |
| ۱۹۸۶       | Who Made Who (آلبوم موسیقی فیلم)                                 |
| ۱۹۸۸       | Blow Up Your Video (دهمین آلبوم بین‌المللی)                       |
| ۱۹۹۰       | The Razor's Edge (یازدهمین آلبوم بین‌المللی)                      |
| ۱۹۹۵       | Ballbreaker (دوازدهمین آلبوم بین‌المللی)                          |
| ۲۰۰۰       | Stiff Upper Lip (سیزدهمین آلبوم بین‌المللی)                       |
| ۲۰۰۸       | Black Ice (چهاردهمین آلبوم بین‌المللی)                            |
| ۲۰۱۰       | Iron Man 2 (آلبوم موسیقی فیلم)                                   |
| ۲۰۱۴       | Rock Or Bust (پانزدهمین آلبوم بین‌المللی)                         |
| ۲۰۲۰       | power up(شانزدهمین آلبوم بین‌المللی)                              |

## اعضای گروه
| سال          | اعضا |
| ------------ | --- |
| ۱۹۷۳         | آواز: دِیو اوانز - گیتار لید: انگِس یانگ - گیتار ریتم: ملکوم یانگ - گیتار بیس: لری وَن کریدت: - درام: کولین برگس                    |
| ۱۹۷۴         | آواز: دِیو اوانز - گیتار لید: انگِس یانگ - گیتار ریتم: ملکوم یانگ - گیتار بیس: راب بیلی - درام: پیتر کِلَک                           |
| ۱۹۷۵         | آواز: بان اسکات - گیتار لید: انگِس یانگ - گیتار ریتم: ملکوم یانگ - گیتار بیس: جورج یانگ - لری وَن کریدت - پال مَتِرز - درام: فیل راد |
| ۱۹۷۶ تا ۱۹۷۷ | آواز: بان اسکات - گیتار لید: انگِس یانگ - گیتار ریتم: ملکوم یانگ - گیتار بیس: مارک اوانز - درام: فیل راد                          |
| ۱۹۷۸ تا ۱۹۷۹ | آواز: بان اسکات - گیتار لید: انگِس یانگ - گیتار ریتم: ملکوم یانگ - گیتار بیس: کلیف ویلیامز - درام: فیل راد                        |
| ۱۹۸۰ تا ۱۹۸۳ | آواز: برایان جانسون - گیتار لید: انگِس یانگ - گیتار ریتم: ملکوم یانگ - گیتار بیس: کلیف ویلیامز - درام: فیل راد                    |
| ۱۹۸۴ تا ۱۹۸۹ | آواز: برایان جانسون - گیتار لید: انگِس یانگ - گیتار ریتم: ملکوم یانگ - گیتار بیس: کلیف ویلیامز - درام: سایمون رایت                |
| ۱۹۹۰ تا ۱۹۹۳ | آواز: برایان جانسون - گیتار لید: انگِس یانگ - گیتار ریتم: ملکوم یانگ - گیتار بیس: کلیف ویلیامز - درام: کریس اسلید                 |
| ۱۹۹۴ تا ۲۰۱۴ | آواز: برایان جانسون - گیتار لید: انگِس یانگ - گیتار ریتم: ملکوم یانگ - گیتار بیس: کلیف ویلیامز - درام: فیل راد                    |